# Kachhi

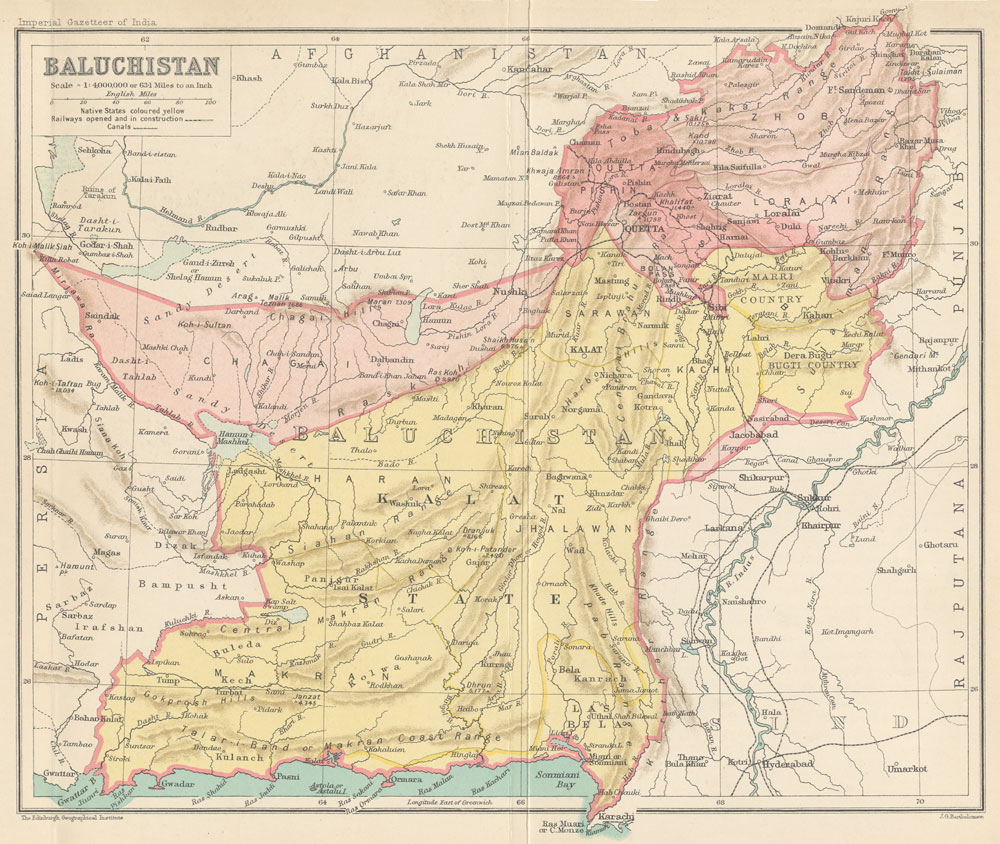
Mapa de la agencia de Baluchistán.

Kachhi fue una antigua división administrativa del kanato de Kalat en Baluchistán formada por una llanura triangular de 13 753 km² tocando el distrito de la Frontera Superior del Sind al sur, limitada por las montañas Marri y Bugti al este y las sierras de Kirthar y Brahui Central (de Jhalawan) al oeste. Al norte está Sibi, tahsil británico. Ríos principales son el Nari, Bolan, Sukleji, Mula, el torrente de Dhoriri (formado por la unión del Sain y el Karu en Jhalawan), Lahri y Chhatr. Todos estos ríos se dividen en canales y ninguno de ellos desagua de manera natural, puesto que se secan por carencia de lluvias.

## Geografía
Kacchi es uno de los lugares más calurosos del mundo aunque de noviembre en febrero el clima es bueno. Contra el que se supone no es un desierto sino un lugar fértil especialmente si se puede regar, puesto que cuando carece agua la tierra es arenosa.
El número de pueblos del territorio era de 606 con una población (1901) de 82 909 habitantes. Las principales tribus baluchis eran los rinds, magassis y lasharis; otras tribus menores eran los buledis, dombkis, kaheris y umranis. Entre los hindúes dominaban los jats. Las tribus brahuis eran los raisanis y garranis, y al norte los banguizais. La lengua común es el sindi, la ocupación la agricultura y la religión el islam suní. La secta Taib (penitentes) se desarrolló al final del siglo XIX y en el siglo XX.
Administrativamente estaba dividido en dos partes: las áreas bajo control directo del khan de Kalat y las áreas de administración tribal. Estas segundas eran de hecho independientes y sujetos, las situadas al este del niabat de Lahri al agente político del distrito de Sibi, y las otras al agente político de Kalat. Las de control directo del khan están divididas en cinco niabats: Dadhar, Bhag, Lahri (incluyendo las áreas de las tribus Dombki, Kaheri y Umrani), Gandava y Nasirabad, todos con capitales al pueblo del mismo nombre excepto el último que tenía capital a Mirpur Bibiwari. Las áreas tribales principales eran Jhal (de los magassis) y Shoran (de los rinds). El jagirdars a los dominios del khan tenían jurisdicción con todas las materias menores.

## Historia
La historia de Kachhi está muy ligada a la de Sind. En el siglo VII Balsa Chach (circ 643-671) ocupó Gandava que era la capital de Kachhi, probablemente la ciudad después llamada Kandabil por árabes que llegaron al primer tercio del siglo VIII y bautizaron las tierras como Nudha o Budha. Gandava (Kandabil) fue saqueada varias veces. Perteneció después a la dinastía Sumra o de los sumres (circa 1050-1336) y después Samma o de los sammes (1336-1521). En este tiempo empezaron a llegar las tribus baluchis en el siglo XV con las luchas entre el rind Mir Chakar y Gwahram Lashari. En el siglo XVI fue dominada por los Arghun (1521-1591). 
El territorio tiene algunos restos del budismo a Chhalgari y Tambu y hay otros lugares arqueológicos en el territorio, todavía poco excavado.